# 叛諜檔案
《叛諜檔案》（英語：The Bricklayer）是一部2024年美國動作驚悚片，由漢娜·韋格（Hanna Weg）和馬特·約翰遜（Matt Johnson）編劇，雷尼·哈林執導，艾倫·艾克哈特、妮娜·杜波夫、提姆·布萊克·尼爾森、伊芬內甚·哈德拉和小克利夫頓·柯林斯主演。電影改編自保羅·林賽（Paul Lindsay）以諾亞·博伊德（Noah Boyd）為筆名出版的2010年同名小說；講述水泥匠兼前中情局探員韋爾（Vail）接受秘密委託，前往希臘，調查同事好友之死，並阻止一場犯罪組織策畫的陰謀。
電影2024年1月5日在美國及台灣上映，並且於2024年8月3日於串流平台HBO GO上架。

## 演員
- 艾倫·艾克哈特飾演韋爾（Vail）
- 妮娜·杜波夫飾演凱特（Kate）
- 提姆·布萊克·尼爾森飾演歐馬利（O'Malley）
- 伊芬內甚·哈德拉（英语：Ilfenesh Hadera）飾演泰伊（Tye）
- 小克利夫頓·柯林斯飾演拉德克（Radek）

## 製作
2022年1月，宣布艾倫·艾克哈特將出演該片。2022年2月，宣布妮娜·杜波夫加入演員陣容。同月末，提姆·布萊克·尼爾森和小克利夫頓·柯林斯宣布加入演員陣容。
拍攝於2022年3月在塞薩洛尼基開始。拍攝在保加利亞和希臘的努博亞納電影製片廠進行。
2022年5月，宣布伊芬內甚·哈德拉也參演該片，並且銀幕傳媒影業獲得了該片的北美發行權。然而，據報導，垂直娛樂於2023年10月獲得了版權。

## 評價
根据評論匯總网站爛番茄汇总的12篇评论文章，50%的评论家给予该作正面评价，平均打分为5.4分（满分10分）。

## 外部連結
- 互联网电影数据库（IMDb）上《叛諜檔案》的资料（英文）
- 爛番茄上《叛諜檔案》的資料（英文）